# NGC 5638
NGC 5638 é uma galáxia elíptica (E1) localizada na direcção da constelação de Virgo. Possui uma declinação de +03° 14' 00" e uma ascensão recta de 14 horas, 29 minutos e 40,4 segundos.
A galáxia NGC 5638 foi descoberta em 30 de Abril de 1786 por William Herschel.